# إيزاو هاشيزومي
إيزاو هاشيزومي (بالكانا:はしづめ いさお) هو ممثل ياباني، ولد في 17 سبتمبر 1941 بأوساكا في اليابان.

## الأعمال

### أفلام
| السنة | العنوان              | الدور                         |
| ----- | -------------------- | ----------------------------- |
| 2011  | معجزة                | شوكيتشي أوساكو                |
| 2013  | حكاية الأميرة كاغويا | الأمير كوراموتشي (تمثيل صوتي) |
| 2014  | البيت الصغير         |                               |
| 2016  | بعد العاصفة          |                               |
| 2017  | جريمة القتل الثالثة  | أكيهيسا شيغيموري              |

## وصلات خارجية
- إيزاو هاشيزومي على موقع IMDb (الإنجليزية)
- إيزاو هاشيزومي على موقع روتن توميتوز (الإنجليزية)
- إيزاو هاشيزومي على موقع ألو سيني (الفرنسية)
- إيزاو هاشيزومي على موقع قاعدة بيانات الفيلم (الإنجليزية)